# Tomas Lindberg
Tomas Lindberg, född 16 oktober 1972 i Göteborg, är en svensk sångare och kompositör, aktiv sedan 1988. Debutalbumet med At the Gates, The Red In The Sky Is Ours utgavs 1991.

## Biografi
Lindberg började sin karriär i bandet Grotesque år 1987. Grotesque omvandlades senare till death metal-bandet At the Gates. När At the Gates splittrats 1995, efter släppet av albumet Slaughter of the Soul, jobbade Tomas Lindberg med flera olika band så som The Crown, Disfear, Skitsystem, Nightrage, The Great Deceiver och supergruppen Lock Up där han arbetade med Napalm Death-medlemmarna Shane Embury (bas), Jesse Pintado (gitarr) och tidigare Dimmu Borgir-medlemmen Nicolas Barker.
Lindberg är för tillfället vokalist i Disfear, The Lurking fear och At the Gates som återbildades 2008. Han är även mellanstadielärare och undervisar i hemstaden Göteborg.

## Diskografi
- Grotesque – In the Embrace of Evil (1989)
- At the Gates – Gardens of Grief (1991)
- At the Gates – The Red In The Sky Is Ours (1991)
- At the Gates – With Fear I Kiss the Burning Darkness (1992)
- At the Gates – Terminal Spirit Disease (1994)
- At the Gates – Slaughter of the Soul (1995)
- Ceremonial Oath – Carpet (1995)
- Skitsystem – Profithysteri (1995)
- Skitsystem – Ondskans Ansikte (1996)
- Skitsystem/Wolfpack Split – Levande Lik (1998)
- Ben Hur - The dogs do bark / Got no soul (1998)
- Skitsystem – Grå Värld/Svarta Tankar (1999)
- The Great Deceiver – Jet Black Art (2000)
- Skitsystem – Enkel Resa Till Rännstenen (2001)
- Skitsystem – Skitsystem/Nasum Split (2002)
- Gästsång på Devil Gate Ride on The Crown – Deathrace King (2000)
- At the gates – "Suicidal final art" - 2001
- The Great Deceiver – A Venom Well Designed (2002)
- Lock Up – Hate Breeds Suffering (2002)
- The Crown – Crowned in Terror (2002)
- Disfear – Misanthropic Generation (2003)
- Nine – Lights out (2001)  (sång på Time has come)
- Darkest Hour – Hidden Hands Of A Sadist Nation (2003) (sång på "Sadist Nation")
- Disfear – split w/ Zeke (2003)
- Disfear – "Powerload" (EP, 2003)
- The Great Deceiver – Terra Incognito (2003)
- Nightrage – Sweet Vengeance (2003)
- Nightrage – Descent into Chaos (2005)
- Lock Up – Play Fast Or Die: Live In Japan (2005/2007)
- The Great Deceiver – Life Is Wasted On The Living (2007)
- Disfear – Live The Storm (2008)
- Necronaut – Necronaut-sång på Rise Of The Sentinel (2010)
- Transistor Transistor – Young Vampires of New Hampshire 7" (2008) (gästsång på "White Knives")
- Misery Index – "Traitors" (gästsång på "Ruling class cancelled")
- Disfear – "Fear and trembling" (split w/ Doomriders, 2010)
- At the gates – "Purgatory Unleashed - Live at Wacken" (2009)
- Lock Up – Necropolis transparent (2011)
- Nightrage (gästsång på Insidious) (2011)
- Converge – split w/ Napalm Death (gästsång på "Wolverine blues") (2011)
- Iron Reagan – "worse than dead" (gästsång på "Snakechopper") (2012)
- Blood of Heroes –"The waking Nightmare" (2013)
- Deathquintet - Godwork (Gästlead på My Burden & Crawl on Your Feet)
- At the Gates – "At War With Reality" (2014)
- Science Slam Sonic Explorers – "Deep Time Predator" (2015)
- The Lurking fear - "Out Of The Voiceless Grave" (2017)[3]
- ColdTears – Silence Them All" (2018) (gästsång på "Silence Them All")
- At the Gates - To Drink From The Night Itself (2018)
- At the Gates - The Nightmare of Being (2021)